# ونسا کلروو
ونسا کلروو (فرانسوی: Vanessa Clerveaux‎؛ زادهٔ ۱۷ ژوئن ۱۹۹۴) ورزشکار دو و میدانی زن در رشته دو بامانع زاده ایالات متحده اهل هائیتی است؛ که در مجموع در بازی‌های آمریکای مرکزی و کارائیب برندهٔ ۱ مدال نقره شده‌است.

## رقابت‌های بین‌المللی
| سال                   | مسابقه                          | محل برگزاری           | مقام                  | رویداد                | توضیحات               |
| به نمایندگی از هائیتی | به نمایندگی از هائیتی           | به نمایندگی از هائیتی | به نمایندگی از هائیتی | به نمایندگی از هائیتی | به نمایندگی از هائیتی |
| --------------------- | ------------------------------- | --------------------- | --------------------- | --------------------- | --------------------- |
| ۲۰۱۸                  | بازی‌های آمریکای مرکزی و کارائیب | بارانکیلا             | ۲ام                   | دو ۱۰۰ متر با مانع    | ۱۳٫۰۷                 |
| ۲۰۱۸                  | NACAC Championships             | تورنتو                | ۷ام                   | دو ۱۰۰ متر مانع       | ۱۳٫۲۱                 |
| ۲۰۱۹                  | بازی‌های پان امریکن              | لیما                  | ۶ام                   | دو ۱۰۰ متر با مانع    | ۱۳٫۱۷                 |
| ۲۰۱۹                  | مسابقات جهانی دو و میدانی ۲۰۱۹  | دوحه                  | ۲۷ام (h)              | دو ۱۰۰ متر با مانع    | ۱۳٫۱۵                 |